# Корнякова Тетяна Всеволодівна
Корнякова Тетяна Всеволодівна (*6 січня 1958, Дніпропетровськ, УРСР) — заслуженный юрист України, доктор юридичних наук, професор, завідувач кафедри адміністративного і кримінального права Дніпровського національного університету імені Олеся Гончара, екс-заступник Генерального прокурора України, державний радник юстиції 2 класу.

## Життєпис
Народилась 6 січня 1958 року у місті Дніпропетровську.
Одружена, має дочку.
У 1981 році закінчила Дніпропетровський металургійний інститут та у 1995 році - юридичний факультет Дніпропетровського державного університету.

## Кар'єра
1992-1994 рр. - старший помічник прокурора Ленінського району Днепропетровска.
1994-1995 рр. - прокурор відділу загального нагляду, начальник відділу нагляду за дотриманням природоохоронного законодавства прокуратури Дніпропетровскої області.
1996-2001 рр.- начальник відділу нагляду за дотриманням природоохоронного законодавства Генеральної прокуратури України.
2001-2002 рр. - перший заступник прокурора Дніпропетровскої області.
З липня 2002 по 2003 рр. - заступник генерального прокурора Украини Святослава Піскуна.
З лютого 2004 р. - голова координаційного комітету з борьби з корупцією та організованною злочинністю при президенті Украини (головою держави на той час був Леонід Кучма).
З березня 2004-го - голова комісії з перевірки дотримання законодавства з питань адміністрування та заміщення ПДВ.
З грудня 2004 по липень 2010 рр. - заступник генерального прокурора України (спочатку - Святослава Піскуна, потім - Олександра Медведько).
З липня 2010-го по 22 серпня 2011 року - заступник міністра топлива та енергетики Юрия Бойко.
Станом на 2020 рік займає посаду завідувача кафедри адміністративного і кримінального права Дніпровського національного університету імені Олеся Гончара

## Нагороди
- Заслужений юрист України
- нагрудний знак «Почесний працівник прокуратури України»
- нагрудний знак «Подяка за сумлінну службу в органах прокуратури» ІІ та ІІІ ступенів
- нагрудний знак «Знак пошани»
- Лауреат Всеукраїнської премії "Жінка ІІІ тисячоліття" в номінації "Знакова постать" (2008)

## Наукові праці Тетяни Всеволодівни Корнякової
Татьяна Корнякова: происхождение экологической преступности в Украине [Архівовано 13 жовтня 2020 у Wayback Machine.]
Татьяна Корнякова: криминологическая характеристика преступности в экстремальных ситуациях
Тетяна Корнякова: кримінально-правове виховання - підгрунтя розвитку правової сучасної держави
Тетяна Корнякова: кримінологічне значення соціальних протиріч
Тетяна Корнякова: проблеми адміністративно-правового статусу державного виконавця
Тетяна Корнякова: кримінологічна стратегія нової антикорупційної політики України [Архівовано 9 жовтня 2020 у Wayback Machine.]